# Hippoglossoides platessoides
Американська камбала, американський морський язик або довга шорстка камбала (лат. Hippoglossoides platessoides) — північноатлантична камбала, яка разом з іншими правоокими камбалами належить до родини камбалових. 

## Поширення
У північно-західній Атлантиці (лат. h. p. platessoides) ареал існування риби простягається від Гренландії та Лабрадору до Род-Айленда, а в північно-східній Атлантиці (лат. h. p. limandoides) — від Мурманська до Ла-Маншу, Ірландії та Ісландії. Живуть на м'якому дні на глибині від 10 до 3000 метрів, але в основному між 90 і 250 метрами.
У затоці Мен пік нересту припадає на квітень-травень. Риба виростає до максимальної довжини 70 сантиметрів.

## Стан

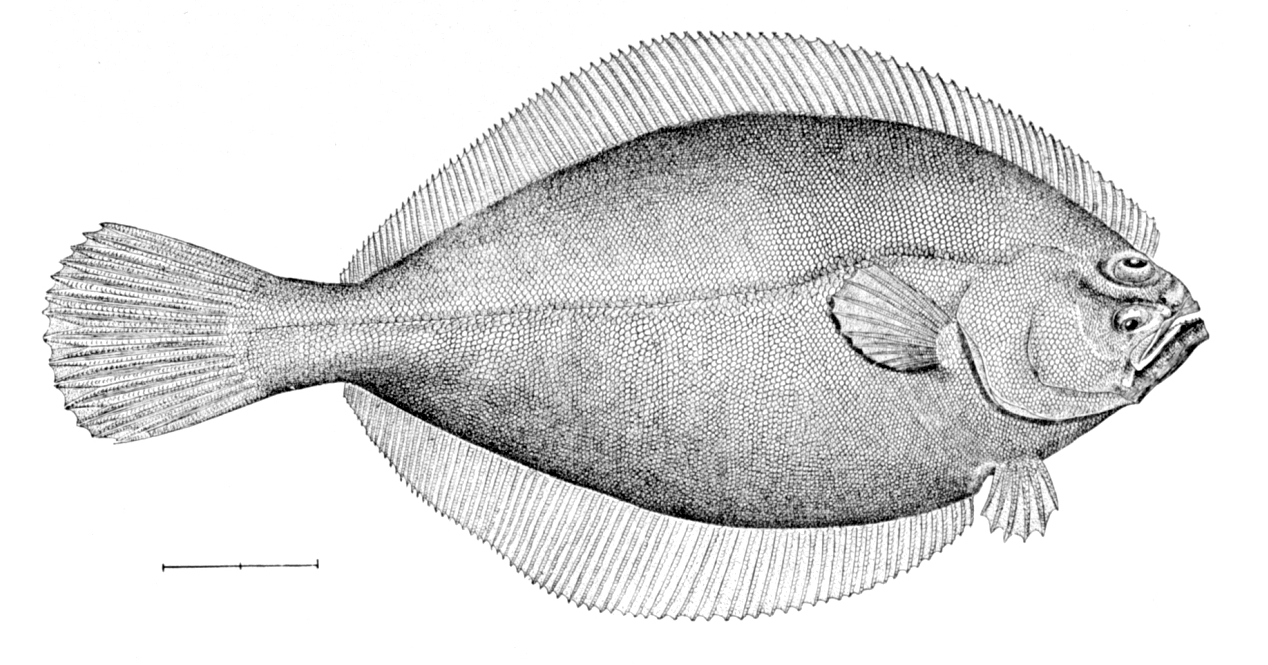

Організація рибальства в Північно-Західній Атлантиці вважає цей вид переловленим, без ознак відновлення. З іншого боку, уряд Канади вважає, що цей вид поширений у великій кількості, і вважає його другою найбільш виловленою камбалою, що становить 50 % камбали, виловленої канадськими рибалками. Дослідження 1997 року повідомляє, що камбала знаходиться під загрозою зникнення в Канаді через надмірний вилов. У європейському ареалі цей вид, як правило, звичайний і не є активним видом пошуків рибалок, але часто є частиною прилову.
Американська камбала може бути проміжним хазяїном для нематоди-паразита Otostrongylus circumlitis, яка є легеневим черв'яком тюленів, переважно вражаючи тварин віком до 1 року.